# The Flying Burrito Brothers
The Flying Burrito Brothers var et af de tidligste country rock bands, bedst kendt for det banebrydende debutalbum fra 1969, "The Gilded Palace of Sin". Gruppen blev stiftet af legenderne Gram Parsons og Chris Hillman i Californien i 1969. Siden 1970 har gruppens medlemmer undergået en del udskiftning. 
Parsons og Hillman var tidligere medlemmer af The Byrds, der i 1968 pioneret country rock genren med udgivelsen af "Sweetheart of the Rodeo". Pladen var dog ingen kommerciel succes, og duoen forlod gruppen for at danne The Flying Burrito Brothers. Snart blev pianist og bassist Chris Ethridge samt pedal steel guitarist "Sneaky Pete" Kleinow en del af bandet, og de flyttede sammen til San Fernando Valley i det sydlige Californien for at indspille deres første plade.
Debutalbummet "The Gilded Palace of Sin" solgte langt fra godt, men gruppen fik alligevel et kultagtigt følge, der blandt andet talte Bob Dylan og The Rolling Stones. Efterfølgende stiftede Gram Parsons et tæt venskab med Keith Richards.
I december 1969 optrådte bandet ved Rolling Stones' berygtede Altamont Free Concert, som er dokumenteret i filmen "Gimme Shelter". Under bandets optræden udbrød der slagsmål blandt publikum. 
I 1970 udkom bandets anden plade, ”Burrito Deluxe”, der blandt andet indeholder en countryversion af Rolling Stones' "Wild Horses". Stones version udkom først et år senere på albummet "Sticky Fingers". Herefter forlad Parsons bandet og flyttede til Frankrig, hvor han hang ud i studiet med Rolling Stones under indspilningen af "Exile on Main St." og tog stoffer med Keith Richards. 
I takt med at Parsons solokarriere tog til mindskedes interessen for The Flying Burrito Brothers. Gruppen fortsatte dog med at indspille og turnere i de næste par årtier, men med stor udskiftning af bandets medlemmer. 
Gram Parsons døde i september, 1973 af en overdosis. Michael Clarke døde i 1993 og "Sneaky Pete" Kleinow i 2007. Chris Hillman er fortsat en succesfuld singer-songwriter.

## Diskografi
- The Gilded Palace of Sin (1969)
- Burrito Deluxe (1970)
- The Flying Burrito Bros (1971)
- Flying Again (1975)
- Airborne (1976)
- Hearts on the Line (1981)
- Sunset Sundown (1982)
- Eye of a Hurricane (1994)
- California Jukebox (1997)
- Honky Tonkin' aka Sons of the Golden West (1999)